# Faliszowice (Petite-Pologne)
Pour les articles homonymes, voir Faliszowice (Sainte-Croix).
Faliszowice est une localité polonaise de la gmina de Zakliczyn, située dans le powiat de Tarnów en voïvodie de Petite-Pologne.